# Monumentul lui Aemilius Paullus

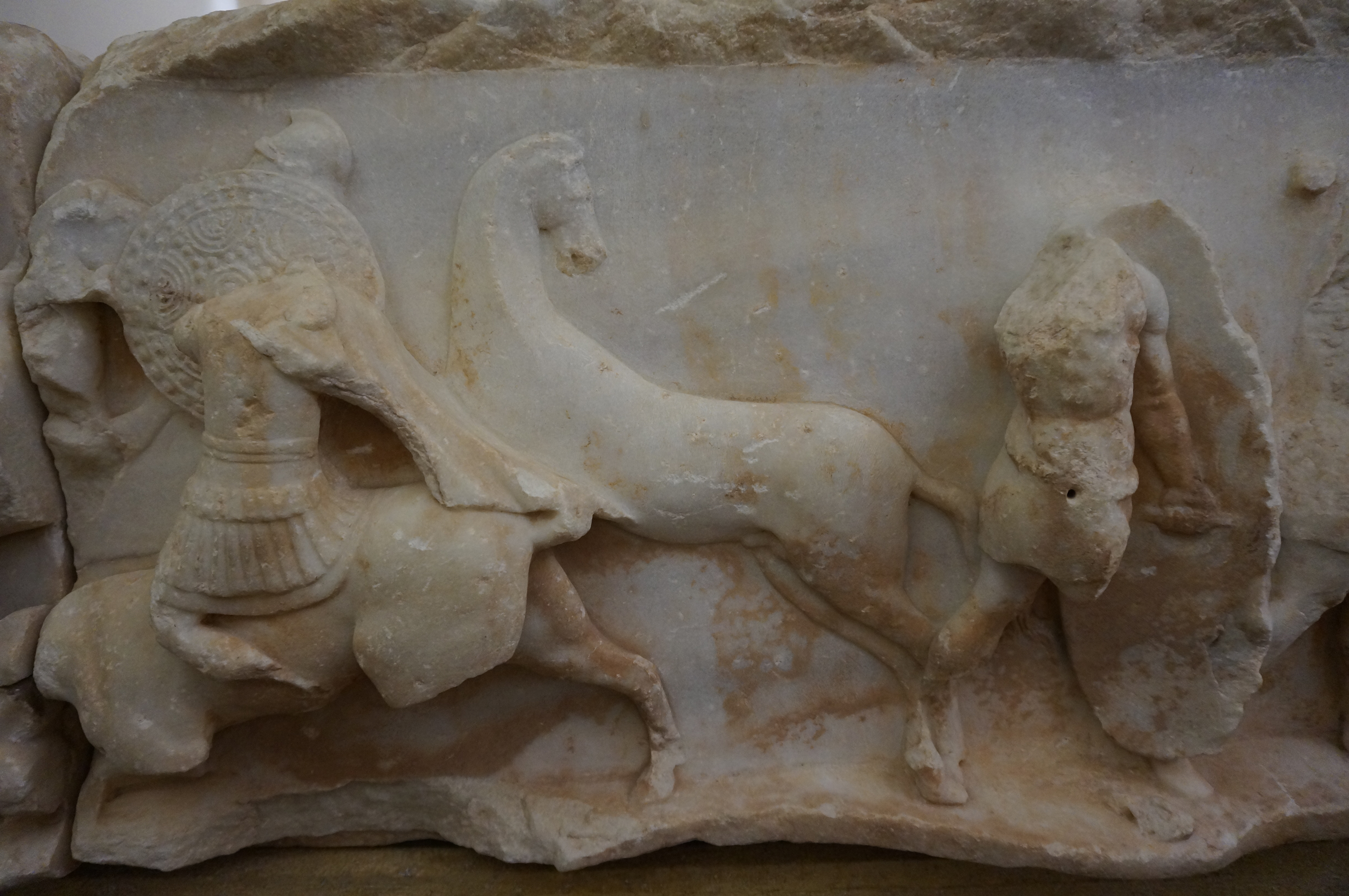

Monumentul lui Aemilius Paullus a fost ridicat în sanctuarul lui Apolo din Delfi la scurtă vreme după 167 î.Hr. pentru a comemora victoria romană asupra regelui Macedoniei Perseu în Bătălia de la Pydna.